# Sebastian Hoeneß
Sebastian Hoeneß (Monaco di Baviera, 12 maggio 1982) è un allenatore di calcio ed ex calciatore tedesco, di ruolo centrocampista, tecnico dello Stoccarda.

## Biografia
È il figlio di Dieter e il nipote di Uli Hoeneß, anche loro calciatori.
Dopo una breve carriera da centrocampista trascorsa tra Hertha Berlino e Hoffenheim, all'età di 29 anni inizia quella da allenatore delle giovanili. Nel 2020 è chiamato ad allenare la prima squadra dell'Hoffenheim e nel 2023 passa allo Stoccarda con cui al primo anno arriva 2º in Bundesliga dietro al Bayer Leverkusen.

## Statistiche

### Statistiche da allenatore
Statistiche aggiornate al 24 maggio 2025. In grassetto le competizioni vinte.
| Stagione          | Squadra           | Campionato        | Campionato | Campionato | Campionato | Campionato | Coppe nazionali | Coppe nazionali | Coppe nazionali | Coppe nazionali | Coppe nazionali | Coppe continentali | Coppe continentali | Coppe continentali | Coppe continentali | Coppe continentali | Altre coppe | Altre coppe | Altre coppe | Altre coppe | Altre coppe | Totale | Totale | Totale | Totale | % Vittorie | Piazzamento |
| Stagione          | Squadra           | Comp              | G          | V          | N          | P          | Comp            | G               | V               | N               | P               | Comp               | G                  | V                  | N                  | P                  | Comp        | G           | V           | N           | P           | G      | V      | N      | P      | %          | Piazzamento |
| ----------------- | ----------------- | ----------------- | ---------- | ---------- | ---------- | ---------- | --------------- | --------------- | --------------- | --------------- | --------------- | ------------------ | ------------------ | ------------------ | ------------------ | ------------------ | ----------- | ----------- | ----------- | ----------- | ----------- | ------ | ------ | ------ | ------ | ---------- | ----------- |
| 2019-2020         | Bayern Monaco II  | 3.BL              | 38         | 19         | 8          | 11         | -               | -               | -               | -               | -               | -                  | -                  | -                  | -                  | -                  | -           | -           | -           | -           | -           | 38     | 19     | 8      | 11     | 50,00      | 1º (prom.)  |
| 2020-2021         | Hoffenheim        | BL                | 34         | 11         | 10         | 13         | CG              | 2               | 0               | 2               | 0               | UEL                | 8                  | 5                  | 2                  | 1                  | -           | -           | -           | -           | -           | 44     | 16     | 14     | 14     | 36,36      | 11º         |
| 2021-2022         | Hoffenheim        | BL                | 34         | 13         | 7          | 14         | CG              | 3               | 2               | 0               | 1               | -                  | -                  | -                  | -                  | -                  | -           | -           | -           | -           | -           | 37     | 15     | 7      | 15     | 40,54      | 9º          |
| Totale Hoffenheim | Totale Hoffenheim | Totale Hoffenheim | 68         | 24         | 17         | 27         |                 | 5               | 2               | 2               | 1               |                    | 8                  | 5                  | 2                  | 1                  |             | -           | -           | -           | -           | 81     | 31     | 21     | 29     | 38,27      |             |
| apr.-giu. 2023    | Stoccarda         | BL                | 8+2        | 3+2        | 4          | 1          | CG              | 2               | 1               | 0               | 1               | -                  | -                  | -                  | -                  | -                  | -           | -           | -           | -           | -           | 12     | 6      | 4      | 2      | 50,00      | Sub. 15º    |
| 2023-2024         | Stoccarda         | BL                | 34         | 23         | 4          | 7          | CG              | 4               | 3               | 0               | 1               | -                  | -                  | -                  | -                  | -                  | -           | -           | -           | -           | -           | 38     | 26     | 4      | 8      | 68,42      | 2º          |
| 2024-2025         | Stoccarda         | BL                | 34         | 14         | 8          | 12         | CG              | 6               | 6               | 0               | 0               | UCL                | 8                  | 3                  | 1                  | 4                  | SG          | 1           | 0           | 1           | 0           | 49     | 23     | 10     | 16     | 46,94      | 9º          |
| Totale Stoccarda  | Totale Stoccarda  | Totale Stoccarda  | 78         | 42         | 16         | 20         |                 | 12              | 10              | 0               | 2               |                    | 8                  | 3                  | 1                  | 4                  |             | 1           | 0           | 1           | 0           | 99     | 55     | 18     | 26     | 55,56      |             |
| Totale carriera   | Totale carriera   | Totale carriera   | 184        | 85         | 41         | 58         |                 | 17              | 12              | 2               | 3               |                    | 16                 | 8                  | 3                  | 5                  |             | 1           | 0           | 1           | 0           | 218    | 105    | 47     | 66     | 48,17      |             |

## Palmarès

### Allenatore

#### Club

##### Competizioni nazionali
- 3. Liga: 1

Bayern Monaco II: 2019-2020
- Coppa di Germania: 1

Stoccarda: 2024-2025